# Louis Mencière
Louis Mencière est un médecin français, né le 25 septembre 1870 à Saint-Genis-de-Saintonge (Charente-Maritime) et mort le 5 octobre 1941 à Ossun (Hautes-Pyrénées).

## Biographie
Louis Mencière, externe, classé premier en 1892, puis interne des hôpitaux de Bordeaux en 1893, interne du service de clinique chirurgicale du  professeur Demons,. Il a soutenu sa thèse en 1896 à Bordeaux puis vint à Paris où il fut assistant dans les services des Professeurs Odilon Lannelongue et Auguste Broca à l’hôpital Trousseau.
Spécialisé dans l’orthopédie, il s’installe à Reims en 1898. Il fonde «la Clinique de Chirurgie Osseuse et Orthopédique de Reims». Il n’en existait aucune en France à cette époque ; Il avait installé une clinique à Reims, rue du Pont Neuf. La renommée de cette clinique orthopédique, obligea le Docteur Mencière à s’établir, l’année suivante, en 1899, dans un immeuble plus vaste, rue Libergier pour aller en 1904, 38 rue de Courlancy à Reims,.  Louis Mencière fut le pionnier de cette spécialité. Très vite par ses techniques et ses méthodes opératoires (phénolisation, phénopuncture des tuberculoses osseuses, traitement de la luxation congénitale de hanche, transplantations tendineuses, création des tendons artificiels, …) il eut une renommée internationale. Il fut aussi le précurseur de nombreux instruments opératoires (pour la phénopuncture, ostéome révolver, levier de Mencière…)
Il préconisa qu’il fallait obligatoirement prendre en charge le patient dans sa totalité; non seulement il fallait l’opérer de son affection mais aussi prendre en charge les suites de l'intervention par des méthodes rééducatives à l’aide d’appareils mécaniques et de physiothérapie qu’il avait lui-même conçus.
En 1907 le Pr Louis Landouzy, doyen de la faculté de médecine de Paris, a tenu à faire visiter son établissement unique en France par les membres du congrès de l’Association de médecine qui s’est tenu le 1er août 1907. Il participe au congrès français de médecine à Genève en 1908
En 1913, il traite de la méthode de Frederick Wallace Abbott au congrès français de chirurgie.
Mobilisé pendant la Première Guerre mondiale, il entreprit dans ses laboratoires de la Clinique, dans les premiers mois de la guerre, ses études sur le pansement de guerre. Attaché à la VIe armée, sous les ordres du médecin inspecteur général Nimier, comme chirurgien-chef à l’hôpital des Sablons à Compiègne et chirurgien consultant du Centre hospitalier. Ce Centre hospitalier recevait tous les blessés provenant de Quennevières, Tracy-le-val, Tracy-le-Mont et de tous les combats livrés sous Compiègne. Il fut chargé de mission par le sous-secrétariat du Service de Santé pour étudier aux armées le pansement de guerre et le problème des évacuations. En effet une victime était mis en attente, avant d’être évacué à l’arrière du front pour se faire soigner; mais souvent l’attente était longue, tellement longue que ces plaies avaient le temps de se surinfecter et étaient la cible favorite des bactéries responsables de la gangrène gazeuse. Devant une telle situation le seul recours était alors d’amputer le malade pour essayer de le sauver… Il préconisa «son traitement de l’embaumement des plaies» par un liquide, dit « Liquide de Mencière ». Ce traitement porta le nom de «pansement Mencière ».  Immédiatement appliqué sur les plais délabrées, il avait pour effet d’empêcher toute infection secondaire, en éloignant ainsi toute menace de gangrène, et donc d’amputation. Au cours des terribles batailles livrées sous Verdun et dans la Somme, les grandes évacuations de blessés ne devinrent possible que grâce à ce pansement.
En 1916 il fut chargé d’un service spécial de chirurgie osseuse au Grand Palais. Le médecin Major Creignou a été délégué auprès de lui pour «...étudier dans quelles conditions le pansement Mencière pourrait être utilisé aux évacuations.»  Adoptée par les armées françaises et alliées, la méthode Mencière fut appliquée dans une mesure de plus en plus large jusqu’à la fin des hostilités. Par ailleurs avec le liquide de Mencière, les résultats sont si probants que la plupart des soldats peuvent être renvoyés sur le front.  
Puis il fut nommé chirurgien-chef de l’hôpital militaire du Vésinet (en région Parisienne).
Promu Médecin-major de première classe, il a été nommé Chevalier de la légion d’Honneur en 1917 à titre militaire pour son traitement salvateur proposé pendant la guerre 14-18 et qui sauva plusieurs milliers de blessés de la gangrène et donc de l’amputation.
Démobilisé il poursuivit ses recherches. Les vertus stérilisantes, et en même temps favorables à la vitalité des tissus musculaires et osseux des principes actifs de la série aromatique utilisés dans la méthode, l’incitèrent à poursuivre ses recherches. Il constate que sa méthode, avec quelques variantes suivant les cas particuliers, parvenaient à amener la guérison radicale des tuberculoses osseuses et articulaires, des coxalgies, des tumeurs blanches, des ostéomyélites, des séquelles de guerre, des fistules osseuses.
C’est le 13 février 1939 que le Docteur Louis Mencière arrête officiellement d’exercer son métier confiant à son fils la poursuite de son œuvre, le Docteur Jean-Louis Mencière, thésé en 1934 , qui en avait déjà pris le relais depuis 1935. Mais c’est malheureusement la guerre qui a mis fin à ses ambitions.

## Œuvres et publications
- Gastro-entérostomie par sphacèle, 1896 [thèse]
- Kystes du canal vagino-péritonéal et kystes du canal de Nuck, 1898 sur Gallica
- Considérations sur le traitement rationnel des fractures et luxations à l'aide d'appareils entièrement perméables aux rayons Roentgen, 1898 sur Gallica
- Titres et travaux scientifiques, Paris, Imprimerie Jean Gainche, 1898, disponible sur Bibliothèque numerique Medic@ Cote : 110133 t. XXXI no 32
- Ce que doit être le traitement moderne de la tuberculose articulaire et particulièrement de la tumeur blanche du genou et de l'arthrite tuberculeuse de la hanche ou coxalgie, 1902
- Chirurgie des accidents du travail. Sept cas d'impotence fonctionnelle grave des membres, traités et guéris par le traitement mécanothérapique, 1903
- Ostéotome révolver destiné à sculpter les extrémités osseuses et les surfaces articulaires, à pratiquer l'évidemment, la perforation, la trépanation et la section des os, 1903
- Note sur mon instrumentation pour la chirurgie mécanique non sanglante, osseuse et articulaire, 1904
- Dix cas d'ankylose de la hanche en position vicieuse, avec difformité très accentuée et grave, impotence fonctionnelle, ostéotomie sous-trochantérienne oblique, traitement mécanothérapique secondaire et dressage méthodique à la marche, 1904
- Recherches expérimentales sur la création de tendons artificiels, applications chez l'homme, 1906
- Pelvifixateur pour maintenir le bassin du sujet pendant la réduction des luxations congénitales de la hanche. - Mon nouveau modèle d'ostéostome revolver, 1907
- Résultat des greffes musculo-tendineuses et des interventions chirurgicales orthopédiques dans les difformités d'ordre paralytique, 1907
- Contribution à l'étude du traitement de la scoliose, auto-modeleur de Mencière, à pression pneumatique, pour le modelage du thorax et le redressement du rachis (1909)
- Quelques observations d'ostéo-synthèse, et technique de l'ostéo-synthèse à l'aide des agrafes en aluminium et du porte-agrafe de Mencière, 1909
- Contribution au traitement du pied bot paralytique, XVIe Congrès international de médecine. Budapest, 29 août-4 septembre 1909 sur Gallica
- Contribution au traitement du genou paralytique poliomyélite antérieure, nouveau procédé de greffe musculo-tendineuse. (1910)
- La Phénolisation dans le traitement de l'ostéomyélite des os longs et de l'ostéomyélite du sacrum. De l'Emploi du staff en orthopédie. 1910
- Les Indications respectives des méthodes physiques et des interventions chirurgicales dans le pied plat valgus douloureux, Rapport au 3e Congrès de physiothérapie des médecins de langue française, Paris, 18, 19, 20 avril 1911.
- Revue de chirurgie orthopédique. Annales de la clinique de chirurgie orthopédique de Reims, 1911
- La Phéno-puncture sous-cutanée dans la coxalgie douloureuse, 1913
- Méthode conservatrice en chirurgie de guerre telle qu'elle découle de la pratique de l'embaumement et de la phénolisation -Paris, A. Maloine, 1916, disponible sur Bibliothèque numerique Medic@
- Ostéomyélite traumatique prolongée et fistules osseuses, plus particulièrement au niveau du tibia et des moignons projections et clichés stéréoscopiques, 1923

## Éponymie
- Levier de Mencière
- Pansement Mencière
- Ostéotomie dé-rotatrice de l’humérus dans la paralysie obstétricale du membre supérieur
- Modelage par évidemment sous-cutané dans le traitement du pied-bot varus équin congénitale, jusqu'à la deuxième année.

## Décorations françaises
- Chevalier de la Légion d'honneur[10] en 1917 à titre militaire.
- Officier de l'ordre des Palmes académiques (Officier d'académie) 1er janvier 1905
- Croix de guerre 1914–1918
- Médaille interalliée de la Victoire
- Médaille commémorative de la guerre 1914–1918